# Municipio de Jerome (Ohio)
El municipio de Jerome (en inglés: Jerome Township) es un municipio ubicado en el condado de Union en el estado estadounidense de Ohio. En el año 2010 tenía una población de 7541 habitantes y una densidad poblacional de 79,75 personas por km².

## Geografía
El municipio de Jerome se encuentra ubicado en las coordenadas 40°8′48″N 83°14′12″O / 40.14667, -83.23667. Según la Oficina del Censo de los Estados Unidos, el municipio tiene una superficie total de 94.56 km², de la cual 93.29 km² corresponden a tierra firme y (1.34%) 1.27 km² es agua.

## Demografía
Según el censo de 2010, había 7541 personas residiendo en el municipio de Jerome. La densidad de población era de 79,75 hab./km². De los 7541 habitantes, el municipio de Jerome estaba compuesto por el 86.31% blancos, el 1.42% eran afroamericanos, el 0.21% eran amerindios, el 10.69% eran asiáticos, el 0.03% eran isleños del Pacífico, el 0.2% eran de otras razas y el 1.14% pertenecían a dos o más razas. Del total de la población el 1.25% eran hispanos o latinos de cualquier raza.